# Lošov
Lošov (Duits: Loschau) is een wijk en kadastrale gemeente in de Tsjechische stad Olomouc met bijna 700 inwoners. Tot 1980 was Lošov een zelfstandige gemeente. In Lošov bevindt zich een klein observatorium.

## Aanliggende kadastrale gemeenten
| Aanliggende kadastrale gemeenten1 | Aanliggende kadastrale gemeenten1 | Aanliggende kadastrale gemeenten1 | Aanliggende kadastrale gemeenten1 | Aanliggende kadastrale gemeenten1 |
| --------------------------------- | --------------------------------- | --------------------------------- | --------------------------------- | --------------------------------- |
| Svatý Kopeček                     |                                   | Dolany                            |                                   |                                   |
|                                   |                                   |                                   |                                   |                                   |
| Radíkov Droždín                   | Hlubočky                          |                                   |                                   |                                   |
|                                   |                                   |                                   |                                   |                                   |
| Bukovany                          |                                   | Velká Bystřice                    |                                   |                                   |

1Cursief geschreven namen zijn andere kadastrale gemeenten binnen Olomouc.